# Bukit Murung
Bukit Murung är en kulle i Indonesien.   Den ligger i provinsen Aceh, i den västra delen av landet, 1 700 km nordväst om huvudstaden Jakarta. Toppen på Bukit Murung är 31 meter över havet.
Terrängen runt Bukit Murung är platt åt nordost, men åt sydväst är den kuperad. Runt Bukit Murung är det tätbefolkat, med 550 invånare per kvadratkilometer. Närmaste större samhälle är Lhokseumawe, 13,2 km nordost om Bukit Murung. I omgivningarna runt Bukit Murung växer i huvudsak städsegrön lövskog.